# Kotheberg
Kotheberg är ett berg i Antarktis. Det ligger i Östantarktis. Nya Zeeland gör anspråk på området. Toppen på Kotheberg är 2 229 meter över havet, eller 55 meter över den omgivande terrängen. Bredden vid basen är 1,5 km.
Terrängen runt Kotheberg är kuperad söderut, men norrut är den bergig. Trakten är obefolkad. Det finns inga samhällen i närheten. 